# مارک دوبی
مارک دوبی (انگلیسی: Mark Dobie؛ زادهٔ ۸ نوامبر ۱۹۶۳) بازیکن فوتبال اهل بریتانیا است.
از باشگاه‌هایی که در آن بازی کرده‌است می‌توان به باشگاه فوتبال کمبریج یونایتد، باشگاه فوتبال وورکینگتون ای. اف. سی، باشگاه فوتبال دارلینگتون، باشگاه فوتبال تورکی یونایتد، باشگاه فوتبال بارو، باشگاه فوتبال کارلایل یونایتد، و باشگاه فوتبال لانکستر اشاره کرد.